# تيناكس (نسيج)
تيناكس (بالإنجليزية: Tenax)‏ هو العلامة التجارية لشركة توهو تيناكس المملوكة لشركة تيجين لألياف الكربون.

## الخصائص[1]

### الخصائص الميكانيكية
- كثافة منخفضة مقارنة بالمعادن.
- مقاومة شد عالية و معامل مرونة مرتفع.
- مقاومة جيدة للتعب.
- مقاوم للاهتراء ولا يحتاج للتزليق.

### الخصائص الحرارية
- معامل تمدد خراري خطي منخفض.
- ثباتية أبعاد جيدة.
- مقاومة عالية لتغير الخواص الميكانيكية مع الحرارة.
- ناقلية حرارية منخفضة عند درجات الحرارة المنخفضة جدا.

### الخصائص الكهربائية والكهرومغناطيسية
- ناقلة للتيار الكهربائي وقادرة على درأ الأمواج الكهرومغناطيسية، كما تتميز بنفاذية ممتازة للأشعة السينية.

### الخائص الكيميائية والفيزياكيميائية
ثباتية كيميائية جيدة ومقاومة ممتازة للحموض والقلويات والمذيبات لأنواعها المختلفة.

## اقرأ أيضا
- تيجين
- توهو تيناكس

## وصلات خارجية
- الموقع الرسمي لتوهو تيناكس